# Rue De Bleury
Pour les articles homonymes, voir Bleury.
La rue De Bleury est une voie de Montréal, Québec. 

## Situation et accès
D'axe nord-sud, elle relie la rue Sherbrooke à l'avenue Viger. Au nord de la rue Sherbrooke, elle change de nom pour avenue du Parc.

## Origine du nom
Elle rappelle le souvenir de Marie-Rosalie de Bleury, fille et héritière de Clément de Sabrevois de Bleury (1729-1784), originaire de la commune de Bleury, en France. 

## Historique
Ce prolongement de la rue Saint-Pierre existait déjà en 1801 et s'appelait rue Saint-Pierre. Dès 1810, cette voie est citée dans les archives municipales sous la désignation de « rue de Bleury ».

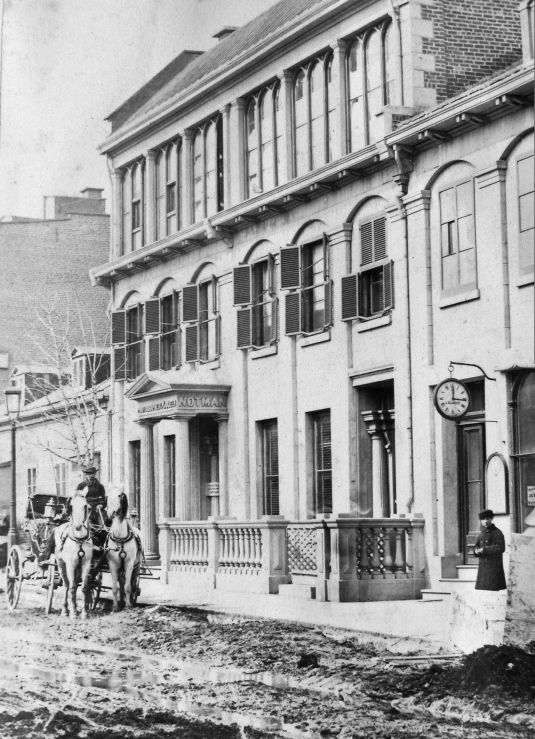
Studio de Notman, 1866
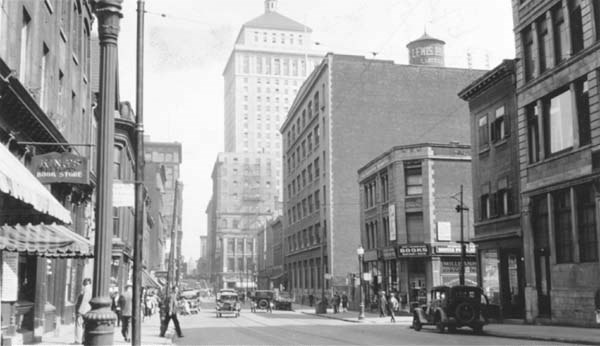
Rue De Bleury, vers 1915

Depuis l'aménagement du Quartier international de Montréal en 2004, le tronçon de la rue De Bleury situé entre la rue Saint-Antoine et l'avenue Viger porte le nom de Place Jean-Paul-Riopelle. 
Elle a bien failli perdre son nom en 2007 avec le projet de renommer l’avenue du Parc et la rue De Bleury pour Robert Bourassa.

## Bâtiments remarquables et lieux de mémoire
Plusieurs édifices d'importance se trouvent sur cette rue, notamment: l'église du Gesù, le cinéma Impérial, l'édifice Wilder – Espace danse, l'Îlot Balmoral, le Southam Building, etc.

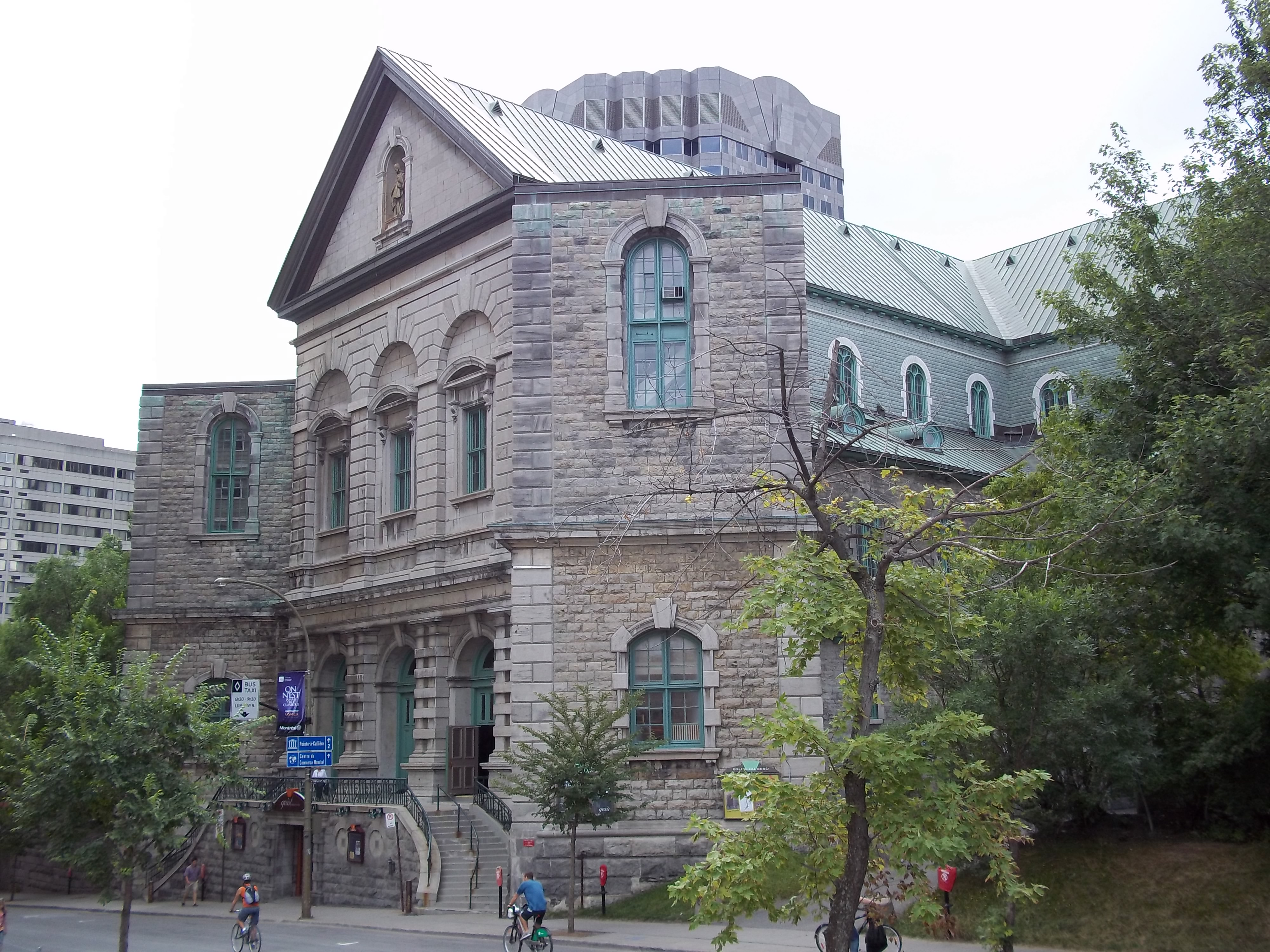
Église du Gesù
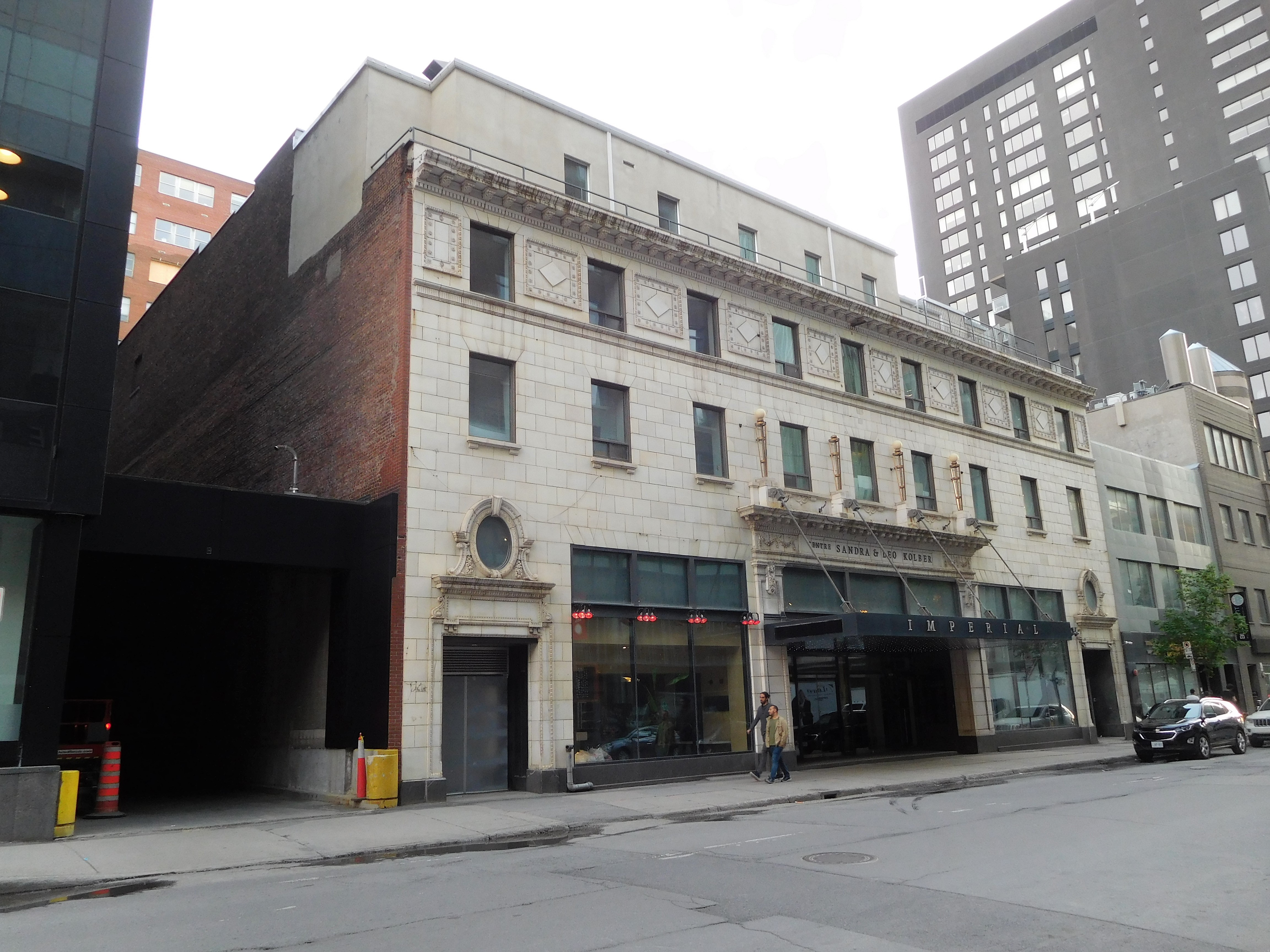
Cinéma Impérial
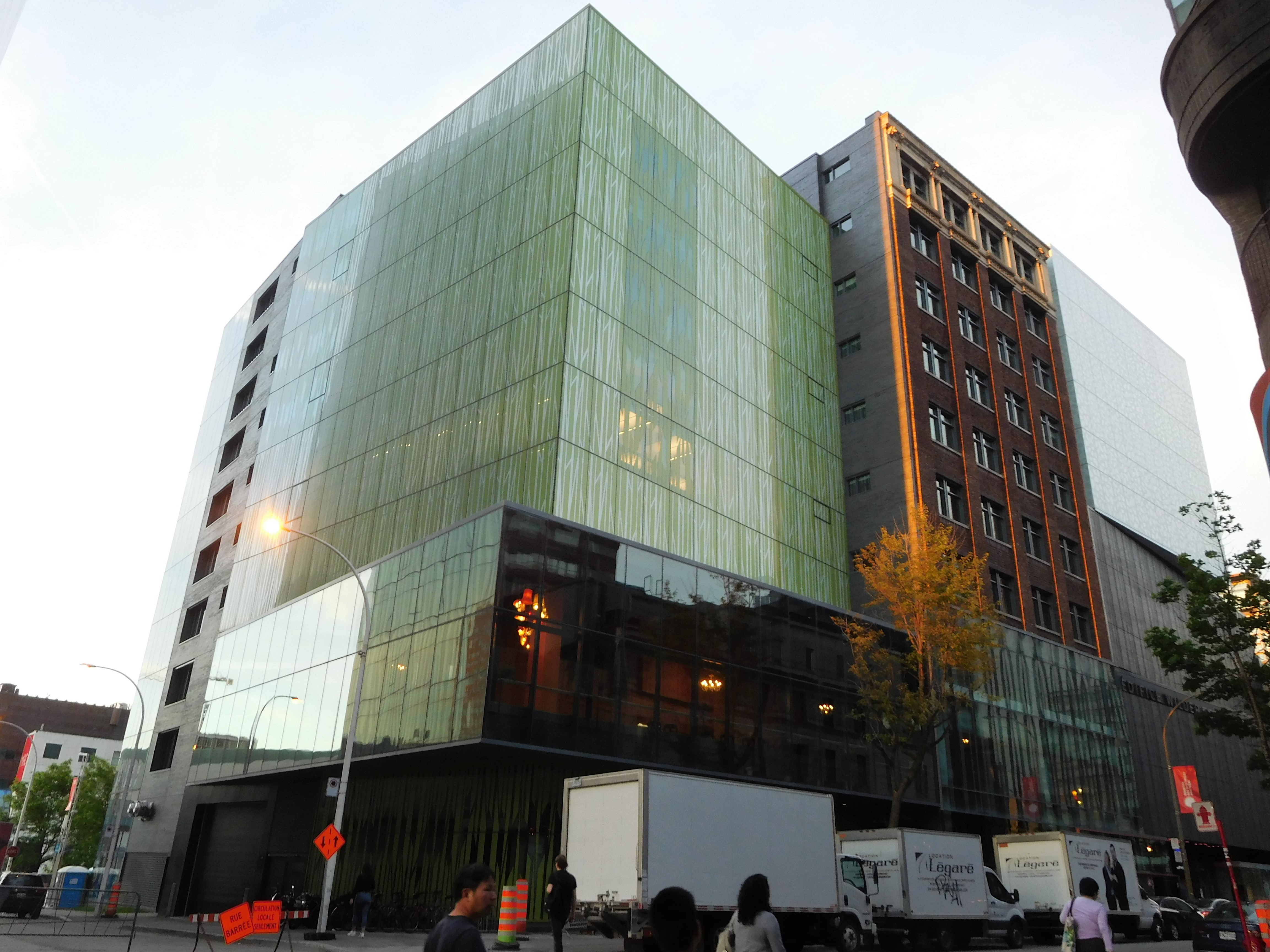
Édifice Wilder
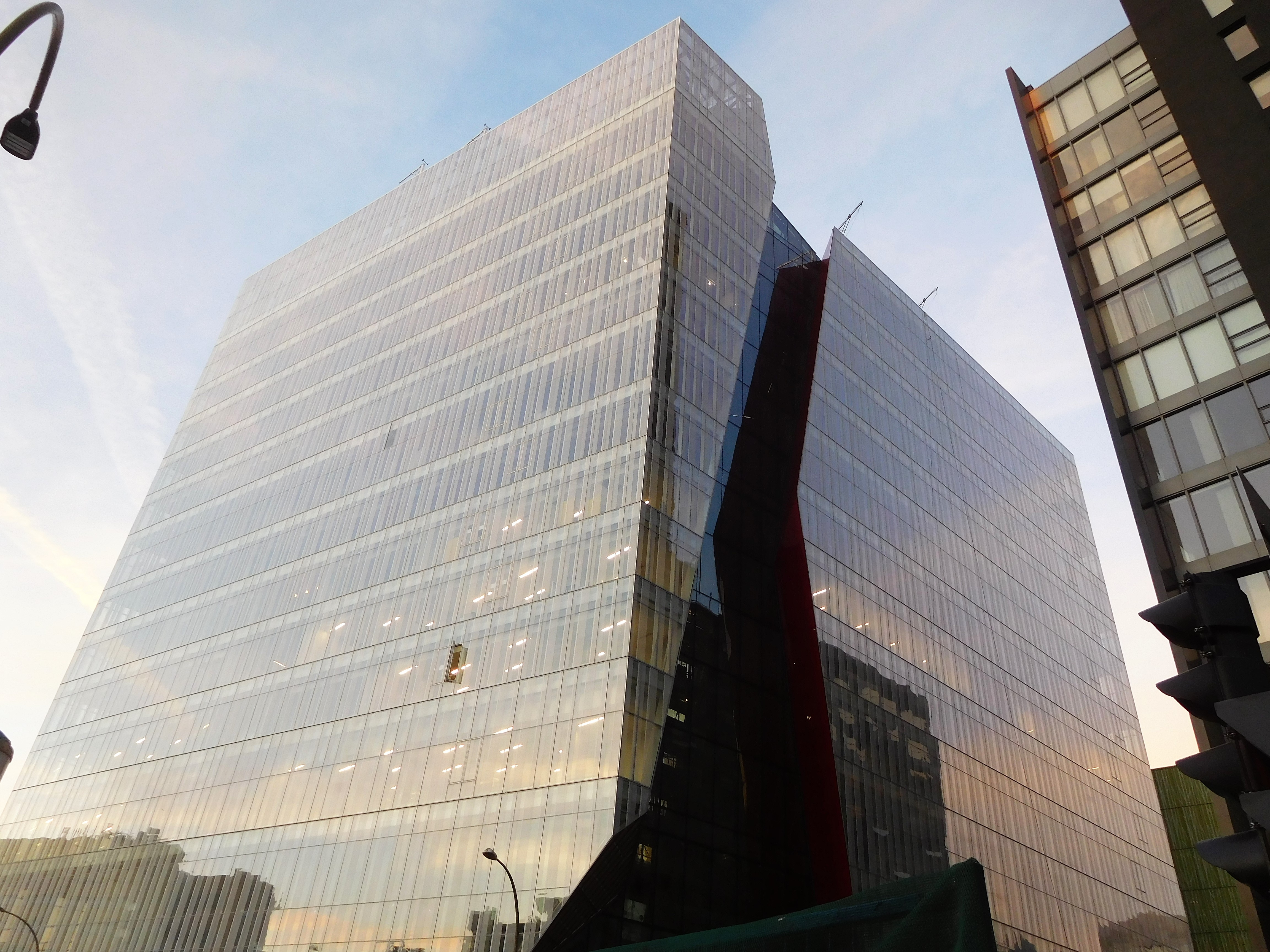
Îlot Balmoral

## Source
- Ville de Montréal, Les rues de Montréal. Répertoire historique, Édition Méridien, 1995.